# Arctia jeholensis
Arctia jeholensis là một loài bướm đêm thuộc phân họ Arctiinae, họ Erebidae.